# Alice Aycock

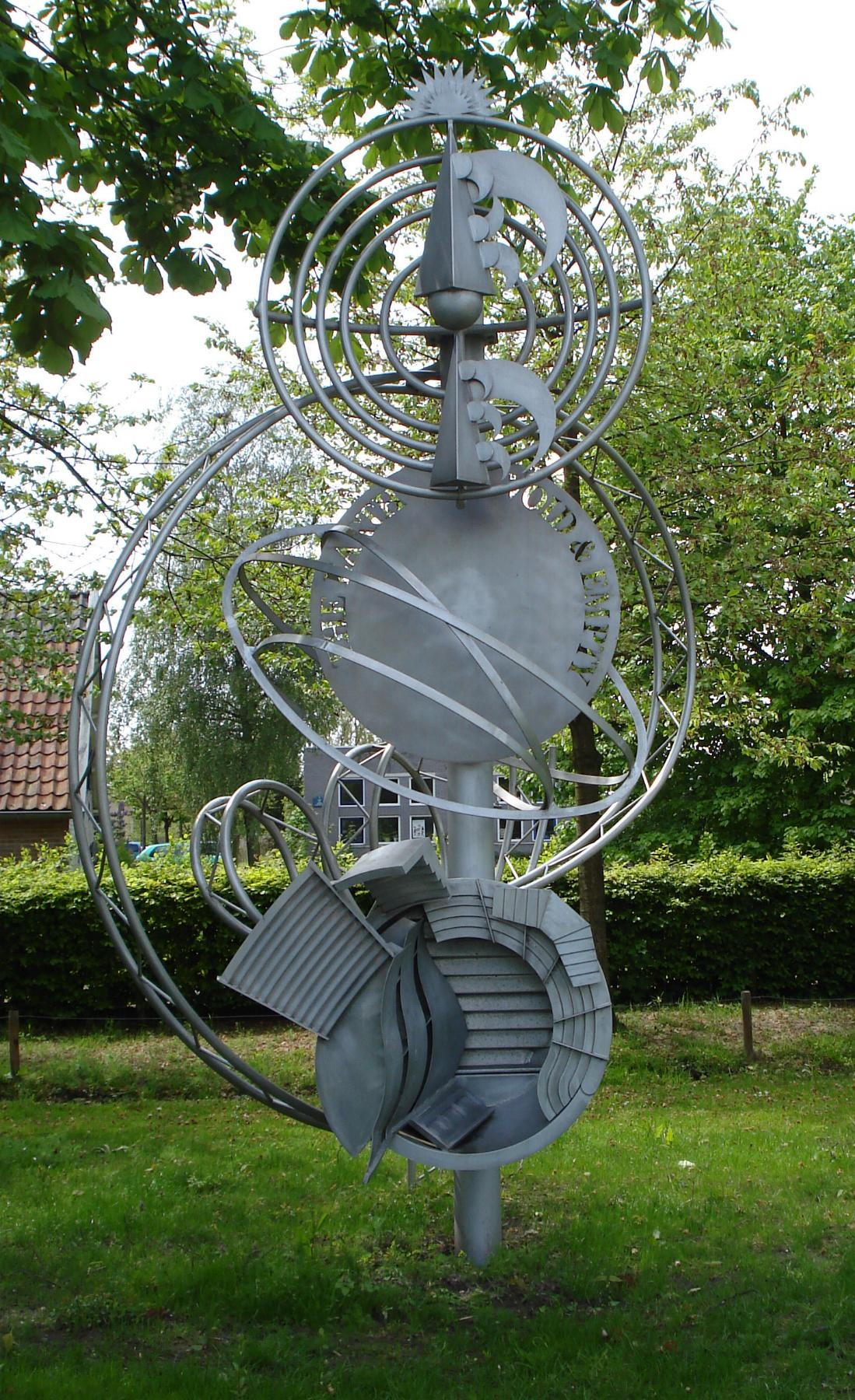
Fantasy Sculpture II, Amersfoort

Alice Aycock (Harrisburg, 20 november 1946) is een Amerikaanse beeldhouwer en installatiekunstenaar.

## Leven en werk
Alice Aycock studeerde tot 1968 aan het Douglas Residential College (Rutgers University) in New Brunswick en aansluitend tot 1971 bij onder anderen Robert Morris aan het Hunter College (City University of New York) in New York. Haar eerste sculpturen, veelal conceptuele kunst en land art, waren van hout en steen, later ging zij ook werken met staal. In 1975 nam zij deel aan de Biennale van Parijs en zij werd uitgenodigd voor deelname aan documenta 6 in 1977 (met de installatie The Beginning of a Complex ...) en documenta 8 in 1987 in de Duitse stad Kassel. Zij vertegenwoordigde de Verenigde Staten tijdens de Biënnale van Venetië in de jaren 1978, 1980 en 1982.
Haar werken werden in belangrijke Amerikaanse musea tentoongesteld, onder andere in het Museum of Modern Art in New York (1977/78), het San Francisco Art Institute in San Francisco (1979) en het Museum of Contemporary Art in Chicago (1983). Buiten de Verenigde Staten exposeerde zij haar installaties in Japan, Israël, Duitsland, Oostenrijk, Zwitserland, Nederland, Frankrijk en Italië. 
Alice Aycock was sinds 1982 gehuwd met de kunstenaar Dennis Oppenheim. Zij woont en werkt in New York, waar zij doceert aan de School of Visual Arts in het stadsdeel Manhattan. 

## Recente exposities
- 2007: 25 Jahre – 25 Werke, Skulpturenmuseum Glaskasten in Marl
- 2008: Decoys, Complexes, and Triggers, SculptureCenter, Long Island
- 2008: Paper Trail II: Passing Through Clouds, Rose Art Museum, Waltham
- 2008: Cycling Apparati, Solway Jones, Los Angeles
- 2009: Sites, Whitney Museum of American Art, New York
- 2009: Learn to read Art: A History of Printed Matter (1976–2009), Badischer Kunstverein in Karlsruhe

## Werken (selectie)
- Maze (1972), Gibney Farm bij Kingston (Pennsylvania)
- Wooded shacks on Stilts with Platform (1976), Hartford Art School in West Hartford
- The Beginning of a Complex ... (1977), Art Park in Lewiston (New York)
- Leonardo Swirl (1982), beeldentuin Middelheim bij Antwerpen
- Le reti di Salomone (1982), Beeldenpark Villa Celle bij Pistoia (Italië)
- The Solar Wind (1983), Rosnoke College in Salem (Virginia)
- The Hundred Small Rooms (1984/86), Laumeier Sculpture Park in Saint-Louis (Missouri)
- Three-fold Manifestations II (1987), Storm King Art Center in Mountainville, New York
- The Islands of the Rose Apple Tree Surrounded by the Oceans of the World for You, Oh My Darling (1987), Western Washington University in Bellingham (Washington)
- Waterworks (1993)[1], Dodge Street in Omaha (Nebraska)
- Fantasy Sculpture II (1995), Laan der Hoven in Amersfoort
- Maze (2000), University of South Florida, Tampa (Florida)
- Swing Over (2004), Baltimore (Maryland)
- The Uncertainty of Ground State Fluctuations (2007)[2] in Clayton, Missouri
- Strange Attractor for Kansas City (2007)[3] op Kansas City International Airport
- Ghost Ballet for the Eastbank Machineworks (2005/08)[4] in Nashville, Tennessee